# Перепис населення Латвії (1935)
Перепис населення Латвії (1935) — четвертий загальний перепис населення в Латвійській Республіці, проведений 1935 року. Згідно з переписом в країні проживало 1 950 502 осіб; з них 1 472 612 осіб (75,50 %) були латишами. Населення було переважно християнським (95,03 %), панівною конфесією було лютеранство (55,15 %).

## Національний склад
За переписом 1935 року в Латвії було зареєстровано 49 національностей. Основну масу населення становили латиші (75,50 %). Найбільшою національною меншиною були росіяни (10,59 %). Іншими чисельними національними меншинами, що історично проживали на латвійських землях, були євреї (4,79 %), німці (3,19 %), поляки (2,51 %), білоруси (1,38 %), литовці (1,17 %). Частка українців була незначною — 0,09 %.
| Національність | Осіб      | %     | · Латиші (75.50%) Росіяни (10.59%) Євреї (4.79%) Німці (3.19%) Поляки (2.51%) Білоруси (1.38%) Литовці (1.17%) Естонці (0.36%) Українці (0.09%) |
| Латиші         | 1 472 612 | 75.50 | · Латиші (75.50%) Росіяни (10.59%) Євреї (4.79%) Німці (3.19%) Поляки (2.51%) Білоруси (1.38%) Литовці (1.17%) Естонці (0.36%) Українці (0.09%) |
| Росіяни        | 206 499   | 10.59 | · Латиші (75.50%) Росіяни (10.59%) Євреї (4.79%) Німці (3.19%) Поляки (2.51%) Білоруси (1.38%) Литовці (1.17%) Естонці (0.36%) Українці (0.09%) |
| Євреї          | 93 479    | 4.79  | · Латиші (75.50%) Росіяни (10.59%) Євреї (4.79%) Німці (3.19%) Поляки (2.51%) Білоруси (1.38%) Литовці (1.17%) Естонці (0.36%) Українці (0.09%) |
| Німці          | 62 144    | 3.19  | · Латиші (75.50%) Росіяни (10.59%) Євреї (4.79%) Німці (3.19%) Поляки (2.51%) Білоруси (1.38%) Литовці (1.17%) Естонці (0.36%) Українці (0.09%) |
| Поляки         | 48 949    | 2.51  | · Латиші (75.50%) Росіяни (10.59%) Євреї (4.79%) Німці (3.19%) Поляки (2.51%) Білоруси (1.38%) Литовці (1.17%) Естонці (0.36%) Українці (0.09%) |
| Білоруси       | 26 867    | 1.38  | · Латиші (75.50%) Росіяни (10.59%) Євреї (4.79%) Німці (3.19%) Поляки (2.51%) Білоруси (1.38%) Литовці (1.17%) Естонці (0.36%) Українці (0.09%) |
| Литовці        | 22 913    | 1.17  | · Латиші (75.50%) Росіяни (10.59%) Євреї (4.79%) Німці (3.19%) Поляки (2.51%) Білоруси (1.38%) Литовці (1.17%) Естонці (0.36%) Українці (0.09%) |
| Естонці        | 7014      | 0.36  | · Латиші (75.50%) Росіяни (10.59%) Євреї (4.79%) Німці (3.19%) Поляки (2.51%) Білоруси (1.38%) Литовці (1.17%) Естонці (0.36%) Українці (0.09%) |
| Цигани         | 3839      | 0.20  | · Латиші (75.50%) Росіяни (10.59%) Євреї (4.79%) Німці (3.19%) Поляки (2.51%) Білоруси (1.38%) Литовці (1.17%) Естонці (0.36%) Українці (0.09%) |
| Українці       | 1844      | 0.09  | · Латиші (75.50%) Росіяни (10.59%) Євреї (4.79%) Німці (3.19%) Поляки (2.51%) Білоруси (1.38%) Литовці (1.17%) Естонці (0.36%) Українці (0.09%) |
| Ліви           | 944       | 0.05  | · Латиші (75.50%) Росіяни (10.59%) Євреї (4.79%) Німці (3.19%) Поляки (2.51%) Білоруси (1.38%) Литовці (1.17%) Естонці (0.36%) Українці (0.09%) |
| Британці       | 319       | 0.02  | · Латиші (75.50%) Росіяни (10.59%) Євреї (4.79%) Німці (3.19%) Поляки (2.51%) Білоруси (1.38%) Литовці (1.17%) Естонці (0.36%) Українці (0.09%) |
| Шведи          | 292       | 0.01  | · Латиші (75.50%) Росіяни (10.59%) Євреї (4.79%) Німці (3.19%) Поляки (2.51%) Білоруси (1.38%) Литовці (1.17%) Естонці (0.36%) Українці (0.09%) |
| Данці          | 236       | 0.01  | · Латиші (75.50%) Росіяни (10.59%) Євреї (4.79%) Німці (3.19%) Поляки (2.51%) Білоруси (1.38%) Литовці (1.17%) Естонці (0.36%) Українці (0.09%) |
| Чехи і словаки | 200       | 0.01  | |
| Французи       | 182       | 0.01  | |
| Греки          | 118       | 0.01  | |
| Норвежці       | 101       | 0.01  | |
| Вірмени        | 83        | 0.00  | |
| Фіни           | 72        | 0.00  | |
| Голландці      | 63        | 0.00  | |
| Італійці       | 62        | 0.00  | |
| Угорці         | 49        | 0.00  | |
| Татари         | 39        | 0.00  | |
| Грузини        | 38        | 0.00  | |
| Турки          | 28        | 0.00  | |
| Японці         | 21        | 0.00  | |
| Румуни         | 17        | 0.00  | |
| Перси          | 17        | 0.00  | |
| Іспанці        | 14        | 0.00  | |
| Болгари        | 9         | 0.00  | |
| Китайці        | 6         | 0.00  | |
| Серби          | 5         | 0.00  | |
| Осетини        | 4         | 0.00  | |
| Ірландці       | 2         | 0.00  | |
| Невідомо       | 1079      | 0.06  | |
| Загалом        | 1 950 502 | 100   | |

## Релігійний склад
За переписом 1935 року Латвія була переважно християнською країною. 95,03 % населення становили християни. Найбільшими конфесіями були лютеранство (55,15 %) та католицизм (33,39 %). Серед нехристиянських релігій найбільше послідовників мав юдаїзм (4,93 %).
| Конфесія         | Віряни    | %     | · Лютерани (55.15%) Римо-католики (24.45%) Греко-католики (8.94%) Старообрядці (4.79%) Юдеї (4.93%) |
| Лютерани         | 1 057 877 | 55.15 | · Лютерани (55.15%) Римо-католики (24.45%) Греко-католики (8.94%) Старообрядці (4.79%) Юдеї (4.93%) |
| Римо-католики    | 476 963   | 24.45 | · Лютерани (55.15%) Римо-католики (24.45%) Греко-католики (8.94%) Старообрядці (4.79%) Юдеї (4.93%) |
| Греко-католики   | 174 389   | 8.94  | · Лютерани (55.15%) Римо-католики (24.45%) Греко-католики (8.94%) Старообрядці (4.79%) Юдеї (4.93%) |
| Старообрядці     | 107 195   | 5.50  | · Лютерани (55.15%) Римо-католики (24.45%) Греко-католики (8.94%) Старообрядці (4.79%) Юдеї (4.93%) |
| Юдеї             | 93 406    | 4.79  | · Лютерани (55.15%) Римо-католики (24.45%) Греко-католики (8.94%) Старообрядці (4.79%) Юдеї (4.93%) |
| Інші протестанти | 19 146    | 0.98  | · Лютерани (55.15%) Римо-католики (24.45%) Греко-католики (8.94%) Старообрядці (4.79%) Юдеї (4.93%) |
| Інші християни   | 136       | 0.01  | · Лютерани (55.15%) Римо-католики (24.45%) Греко-католики (8.94%) Старообрядці (4.79%) Юдеї (4.93%) |
| Інші нехристияни | 136       | 0.01  | · Лютерани (55.15%) Римо-католики (24.45%) Греко-католики (8.94%) Старообрядці (4.79%) Юдеї (4.93%) |
| Не визначилися   | 3490      | 0.18  | · Лютерани (55.15%) Римо-католики (24.45%) Греко-католики (8.94%) Старообрядці (4.79%) Юдеї (4.93%) |
| Загалом          | 1 900 045 | 100   | · Лютерани (55.15%) Римо-католики (24.45%) Греко-католики (8.94%) Старообрядці (4.79%) Юдеї (4.93%) |